# Granulina vitrea
Granulina vitrea är en snäckart. Granulina vitrea ingår i släktet Granulina och familjen Cystiscidae. Inga underarter finns listade i Catalogue of Life.